# Eduard Fürstenau
Eduard Fürstenau (* 21. Januar 1862 in Marburg; † 26. Mai 1938 in Berlin) war ein deutscher Architekt und Baubeamter in Preußen.

## Leben
Nach seinem Architektur-Studium von 1879 bis 1883 an der Technischen Hochschule Charlottenburg bestand er 1884 das erste Staatsexamen und 1888 das zweite Staatsexamen mit Auszeichnung. 1887 erhielt er für seinen Entwurf einer „Kunstakademie nebst Kunstausstellungslokal in Berlin“ mit dem Motto „Schlecht als recht“ einen Schinkelpreis. Im selben Jahr gewann er mit seinem Entwurf zu einem „Museum der bildenden Künste für eine Provinzialstadt von 50.000 Einwohnern“ den Großen akademischen Staatspreis der Preußischen Akademie der Künste, mit dem ein Stipendium für eine zweijährige Studienreise verbunden war, die ihn 1889/90 nach Italien und in den Orient führte.
Fürstenau trat 1890 in den preußischen Staatsdienst. Er trug später den Titel eines Regierungs- und Baurats und leitete ab 1905 das Technische Büro der Hochbauabteilung im preußischen Ministerium der öffentlichen Arbeiten in Berlin. 1916 wurde er an die Preußische Akademie des Bauwesens berufen. Er ging 1927 in den Ruhestand. Mit 76 Jahren in Berlin gestorben, wurde er im Erbbegräbnis der Familie Kochhann auf dem Luisenstädtischen Friedhof beigesetzt; denn seine Ehefrau war eine Enkelin von Heinrich Kochhann.

## Bauten (Auswahl)

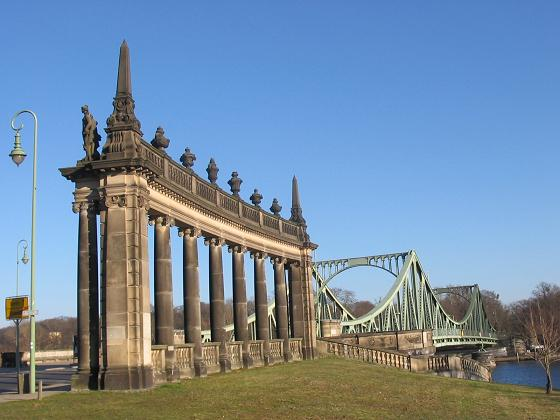
Potsdamer Brückenkopf der Glienicker Brücke mit Kolonnade

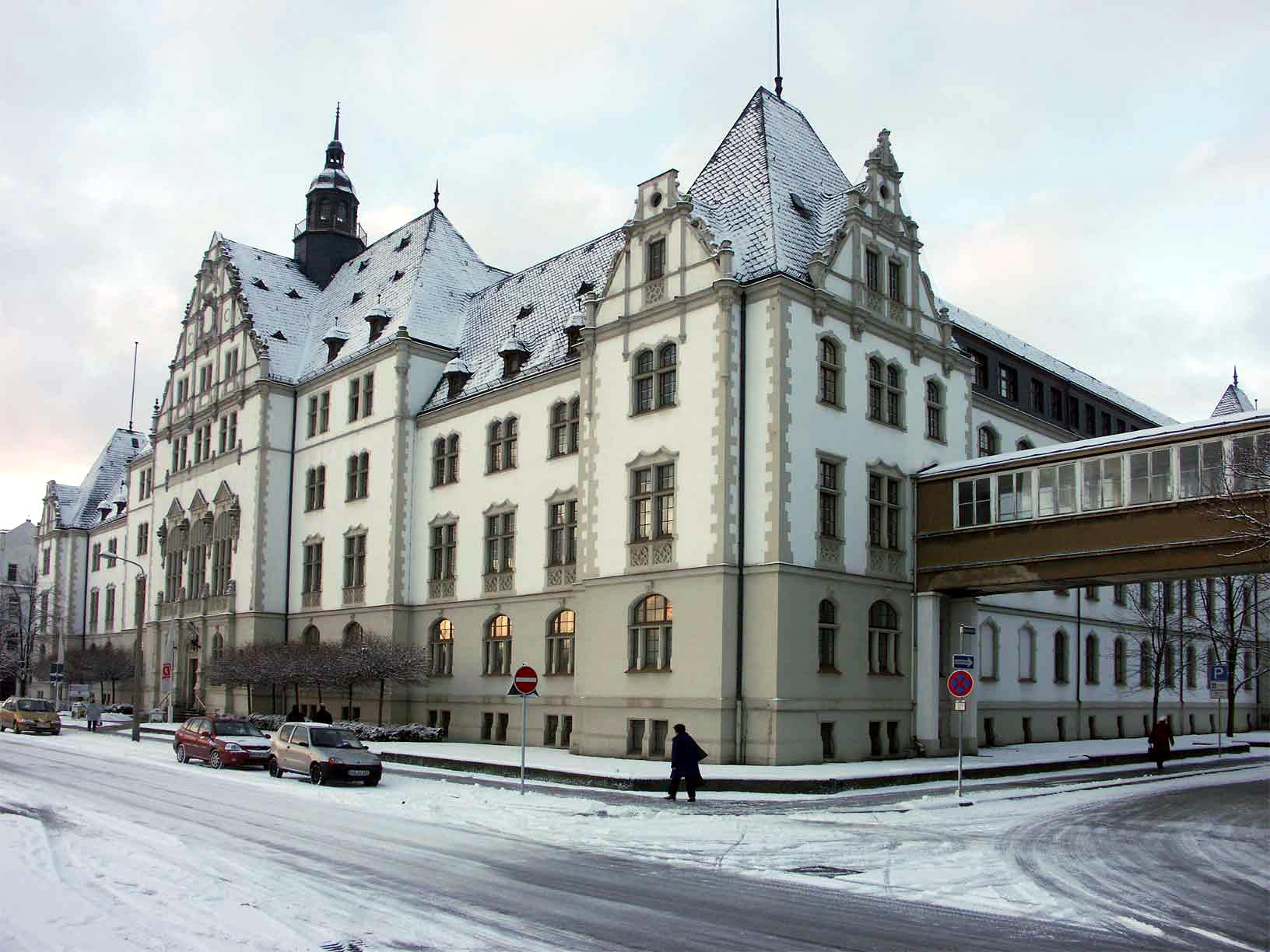
Direktionsgebäude der Eisenbahndirektion Halle (Saale)

- Alte Synagoge (Dortmund), Hiltropwall, Wettbewerb 1896, fertiggestellt 1900, abgerissen im Oktober 1938
- Strafgericht in Berlin-Charlottenburg, und Frauengefängnis Kantstraße in der Kantstraße 79, 1896–1897, (weitere Beteiligte innerhalb der Bauverwaltung: Adolf Bürckner)
- Direktionsgebäude der Königlichen Eisenbahndirektion Halle, Pläne von 1899, erbaut 1901/1902, (weitere Beteiligte innerhalb der Bauverwaltung: Paul Thoemer)
- Synagoge in Bielefeld, Wettbewerb 1902, fertiggestellt 1905, zerstört 1938
- Dienstvilla für den preußischen Handelsminister in Berlin, 1903–1904 (weitere Beteiligte innerhalb der Bauverwaltung: Paul Kieschke)
- Gestaltung der Brückenköpfe der Glienicker Brücke in Potsdam mit monumentaler Sandsteinarchitktur, 1905–1907, Kolonnaden nach der Art des Potsdamer Stadtschlosses, plastischer Schmuck von Stephan Walter
- Preußisches Oberverwaltungsgericht in Berlin-Charlottenburg, Hardenbergstraße 31, 1905–1907 (weitere Beteiligte innerhalb der Bauverwaltung: Paul Kieschke, Paul Thoemer)
- Königliche Akademie in Posen, 1905–1910, heute Collegium Minus der Universität Posen
- Künstlerische Beratung bei der Gestaltung der Staumauer der Edertalsperre, begonnen 1914, fertiggestellt 1922, nach Kriegsschäden wiederaufgebaut
- Geheimes Staatsarchiv in Berlin-Dahlem, Archivstraße, begonnen 1914, fertiggestellt 1924, nach Kriegsschäden wiederaufgebaut
- Umbau der Staatsoper Berlin in den Jahren 1926–1928[2]

## Pläne und Projekte
Im Architekturmuseum der Technischen Universität Berlin befinden sich detaillierte Pläne zu den o. g. realisierten Bauten von Fürstenau. Es gibt darüber hinaus auch sechs Entwürfe im Rahmen der so genannten „Monatskonkurrenzen“, darunter eine Begräbniskapelle, ein Badehaus oder Skizzen zur Verbesserung der Situation der [dreieckigen] Verkehrsinsel an der Potsdamer Brücke.